# CJ Jones
 CJ Jones, né à Saint-Louis dans le Missouri aux États-Unis, est un acteur sourd et fondateur-directeur américain de SignWorldTV.

## Biographie
Ses parents sont sourds, ses quatre frères et deux sœurs sont entendants. CJ Jones est né entendant, puis devient sourd à l'âge de sept ans à cause d'une méningite.
En 2010, un documentaire filme les scènes de comédien de CJ Jones sous le titre See What I'm Saying: The Deaf Entertainers Documentary avec trois autres sourds: TL Forsberg, Bob Hiltermann et Robert DeMayo. En 6-7 juillet 2013, CJ Jones a donné son spectacle « What Are You... Deaf ? » au Festival Clin d'Œil, à Reims en France.

### Vie privée
Il habite à Los Angeles[réf. souhaitée].

## Filmographie

### Film
- 2010 : See What I'm Saying: The Deaf Entertainers Documentary (traduction: Vois ce que je dis: Le documentaire sur les Artistes sourds) : CJ Jones
- 2017 : Baby Driver

### Télévision
- 2001 : Cold Case : Affaires classées : Junkie (saison 1, épisode 5)
- 2003 : Frasier : client (saison 11, épisode 6)
- 2007 : Retour à Lincoln Heights : Luther (saison 1, épisode 12)
- 2018 : Castle Rock : Odin (épisode 6)
- 2018 : This Close : Craig (deux épisodes)

## Théâtre
- 2006 : What Are You... Deaf?